# Spinobulbäre Muskelatrophie Typ Kennedy
Die Spinobulbäre Muskelatrophie Typ Kennedy (SBMA), auch Kennedy-Krankheit genannt, ist eine seltene x-chromosomal-rezessive Erbkrankheit aus der Gruppe der Trinukleotiderkrankungen. Es handelt sich um eine spezielle erbliche Form einer spinalen Muskelatrophie. Die Kennedy-Krankheit ist vom Foster Kennedy-Syndrom, das oft auch nur Kennedy-Syndrom genannt wird, zu unterscheiden, das eine völlig andere Erkrankung ist.

## Beschreibung
Die SBMA ist eine langsam fortschreitende (progredient) neuromuskuläre Erkrankung. Die Degeneration der unteren Motoneuronen führt zu Muskelhypotonie (Muskelschwäche), Muskelatrophie (Muskelschwund) und Faszikulationen (unwillkürliche Bewegungen, „Zuckungen“, sehr kleiner Muskelgruppen). Von der Muskelschwäche und Muskelatrophie ist vor allem die hüftnahe Beinmuskulatur, der Schultergürtel sowie die Gesichts-, Zungen- und Schlundmuskulatur betroffen, wobei die Symptome in einem dieser Gebiete beginnen können und über Jahre bis Jahrzehnte fortschreiten. Die Faszikulationen treten typischerweise an den Extremitäten und der mimischen Muskulatur auf. Durch die Beeinträchtigung von Zungen- und Schlundmuskulatur können im Verlauf Sprechstörungen (Dysarthrie) und Schluckstörungen entstehen. Die Gehfähigkeit bleibt lange erhalten.
Bedingt durch den x-chromosomalen Erbgang sind nur Männer von der Erkrankung betroffen. Viele Patienten haben zudem eine Gynäkomastie (Vergrößerung der Brustdrüse) und eine Hodenatrophie (Schrumpfhoden). Die Fruchtbarkeit ist durch die Androgen-Insensivität deutlich vermindert. Gynäkomastie oder Zeugungsunfähigkeit können durchaus das Erstsymptom darstellen.
Dagegen erkranken Frauen, die den Gendefekt heterozygot tragen, nicht. Sie geben die Erkrankung mit einer 50%igen Wahrscheinlichkeit an ihren männlichen Nachwuchs weiter. Die Söhne der erkrankten Väter sind dagegen immer gesund, da sie das mütterliche X-Chromosom tragen. Im statistisch gesehen sehr seltenen Fall der Homozygotie des defekten AR-Gens bei Frauen – das heißt beide Elternteile trugen den Defekt im AR-Gen – bilden sich die Symptome bei den betroffenen Patientinnen deutlich schwächer als bei hemizygoten männlichen SBMA-Patienten aus.
Im Regelfall manifestiert sich die SBMA zwischen dem 20. und 40. Lebensjahr. Die Lebenserwartung der Patienten ist – im Gegensatz zur verwandten Amyotrophe Lateralsklerose (ALS) und den meisten anderen Formen der spinalen Muskelatrophie – normal. Eine Differenzialdiagnose zu anderen Formen von Motoneuronerkrankungen ist daher wichtig.

## Prävalenz und Diagnose
In Europa wird eine Prävalenz von 1:36.000 angenommen. Lokal kann sie jedoch deutlich höher liegen. In der finnischen Region um Vaasa wurde beispielsweise eine Prävalenz von 1:6.500 festgestellt. Anhand der Analyse der genetischen Daten wird davon ausgegangen, dass die SBMA vor etwa 20 Generationen erstmals in West-Finnland auftrat. Die Analyse des Haplotyps lässt auf einen gemeinsamen Vorfahren für die meisten skandinavischen SBMA-Patienten schließen.
Noch bevor muskuläre Degenerationen feststellbar sind, manifestiert sich die SBMA – bedingt durch die periphere Androgenresistenz – durch eine Gynäkomastie.
Die SBMA kann molekulardiagnostisch über die Anzahl der CAG-Wiederholungen im Androgenrezeptor-Gen auf dem X-Chromosom sicher – auch pränatal – nachgewiesen werden.

## Ätiologie und Genetik
Die Spinobulbäre Muskelatrophie wird durch eine Trinukleotidexpansion im AR-Gen, das für den Androgenrezeptor kodiert, verursacht. Betroffen ist dabei das Exon 1. Während gesunde Menschen zwischen 10 und 36 sich wiederholende CAG-Einheiten (Cytosin, Adenin und Guanin), die die Aminosäure Glutamin kodieren, in ihrem Genom haben, finden sich bei SBMA-Patienten 38 bis 62 dieser Einheiten die Polyglutamin bilden. Das betroffene Gen befindet sich auf dem X-Chromosom Genlocus q11-q12. Bisher konnte kein eindeutiger Zusammenhang zwischen der Schwere der Erkrankung und der Anzahl der sich wiederholenden CAG-Einheiten festgestellt werden. Dagegen wurde eine leichte Korrelation zwischen der Kettenlänge der Polyglutaminsäure und dem Alter beim Krankheitsausbruch (längere Kette führt zu früherer Erkrankung) festgestellt.

## Therapie
Es gibt bisher keine effektive Behandlung der Spinobulbären Muskelatrophie. Verschiedene Therapieansätze mit der Gabe von Androgenen werden derzeit untersucht. Im Tiermodell zeigen verschiedene Substanzen, beispielsweise ein Histon-Deacetylase-Inhibitor (HDAC1), Leuprorelin und ein Curcumin-Derivat,  eine potenzielle Wirksamkeit. Bis zur Zulassung eines auf Wirksamkeit hin geprüften Medikamentes dauert es aber erfahrungsgemäß noch viele Jahre.

## Erstbeschreibung
Die Kennedy-Krankheit ist nach dem US-amerikanischen Neurologen William R. Kennedy benannt, der die SBMA erstmals 1968 zusammen mit zwei Kollegen beschrieb. Vor Kennedy beschrieben möglicherweise schon vier japanische Autoren die SBMA.
1991 wurde die molekulargenetische Ursache der Erkrankung durch eine erhöhte Anzahl von CAG-Einheiten in Exon 1 des betroffenen AR-Gens ermittelt.